# Субантарктичний клімат
Субантаркти́чний клі́мат — тип клімату, характерний для субантарктичних районів Землі: південна частина Атлантичного, Індійського і Тихого океанів.

## Види
Види субантарктичного клімату за Кеппеном — Dfc, Dwc, Dfd і Dwd. Всі види характеризуються вологими холодними показниками. Dfc — коротке прохолодне літо, період із середньою місячною температурою вищою за 10˚С менше 4 місяців; постійне зволоження упродовж року. Dwc — коротке прохолодне літо, період із середньою місячною температурою вище 10˚С менше 4 місяців; сухий сезон влітку. Dfd — літо схоже на «с», дуже холодна зима, середня температура найхолоднішого місяця −38˚С; постійне зволоження упродовж року. Dwd — літо схоже на «с», дуже холодна зима, середня температура найхолоднішого місяця −38˚С; сухий сезон влітку.

## Характеристика
Над океанами Південної півкулі на південь від 60˚ пд. ш. до узбережжя Антарктиди субполярний клімат характеризується досить однорідним розподілом температури влітку, коли температура на більшій частині акваторії дорівнює нулю. Але взимку вона швидко спадає та сягає біля узбережжя −20˚С і нижче. У цих широтах частіше за все проходять центри циклонів. Тому хмарність тут дуже велика; велика й повторюваність опадів і туманів. Західні вітри, що переважають поблизу материка, змінюються східними. Часті сильні вітри, завірюхи, снігові бурі. Океани взимку зайняті плавучою кригою; численні айсберги.

## Біота
Субантарктичні води мають знижену солоність, багаті на планктон, рибу; водяться китоподібні. На островах — лишайники, мохи, трави, чагарники.